# Gulskogen Station
Gulskogen Station (Gulskogen stasjon) er en jernbanestation på Randsfjordbanen, der ligger i bydelen Gulskogen i Drammen i Norge. Stationen åbnede som holdeplads i 1868, to år efter banen, og blev opgraderet til station 1. januar 1873. Den nuværende stationsbygning blev opført i 1915 efter tegninger af Gudmund Hoel. Stationen har desuden et såkaldt cykelhotel (sykkelhotell), som man kan få adgang til ved at sende en sms til Jernbaneverket og deltage i en abonnementsordning.
Stationen ligger 55,27 km fra Oslo S, på strækningen mellem Drammen og Hokksund, der i dag regnes som en del af Sørlandsbanen. Den betjenes af lokaltog mellem Kongsberg og Eidsvoll.